# 碧と彩奈のラ・プチミレディオ
『碧と彩奈のラ・プチミレディオ』（あおいとあやなのラ・プチミレディオ）は、2013年4月7日から2019年3月31日まで、声優ユニットの petit milady をパーソナリティに据えて放送されていたラジオ番組。文化放送にて放送されていた。

## 概要
悠木碧と竹達彩奈からなる声優ユニット・petit milady による、キュートでポップなトークバラエティ番組。
フランスの首都に似た架空の街「プチパリ」を舞台にした、女の子同士の秘密のお喋りというコンセプトでスタート。
ユニットデビューから現在に至るまで、音楽活動以外での定期的なユニット活動の場である。本番組の放送作家を務める松本勇平は各種イベントの構成にも携わっており、ラジオでの世界観や雰囲気は楽曲やイベント、ライブにも逆輸入されている。
2014年3月26日、2013年4月の番組開始から同年末までに放送された回の選りすぐりベストセレクションを収録したDJCD『キュートでポップなTwinkle CD☆』が、通常盤・豪華盤の2形態でユニバーサルミュージックから発売された。その後、ZERO-Aから、放送をまとめたDJCDが発売されている。
2019年3月3日の放送内で、ZERO-Aが活動を終了する関係で、3月31日をもって番組を終了することが発表された。
そして、3月31日の生放送をもって番組終了。6年の放送に幕を降ろした。

## 番組の内容
「エッチじゃないもん」コーナーの発足後は以下の基本構成であったが、番組後期にはパターン崩しやコーナーの刷新などもみられた。
- 冒頭の寸劇・・・「花のワルツ」に乗せた悠木碧と竹達彩奈のナレーション後、プチパリ在住の淑女「あおいちゃん」と「あやなちゃん」によるコントからのタイトルコール
- 放送開始の掛け声
- 普通のお便り・・・ムッチュ☆（リスナー）からの投稿を交えたトーク。
- コーナー・・・アルバムや楽曲にちなんだネタコーナー。多数のメール職人ムッチュが活躍し番組を彩った。アルバム発表時期は楽曲紹介にあてられる。
- petit milady の楽曲・・・シングル曲やアルバム新曲の披露が主だが、過去のリリース曲も満遍なく掛かっていた。
- 「ふつうの言葉だから、エッチじゃないもん！」コーナー・・・他のコーナーが無い回にも必ず実施された。
- エンディング/放送最後の掛け声

全編を通じて（淑女らしからぬ）忌憚のないトークやネタ職人へのツッコミ・放送作家とのやりとりが繰り広げられ、常時高いテンションで番組が進む。
放送開始の掛け声: それでは、紳士淑女のみなさん、そろそろ参りましょうか。プチミレディの不思議なお喋り、聴いていいのはあなただけだよ、それでは今宵も、シ・ル・ブ・プ・レ！（s'il vous plaît、フランス語で「お願いします」）
放送最後の掛け声: また、私達に会いにきてね。サリュー（Salut、フランス語で「またね」）

## 主なコーナー
ペルルとペティのお便りコーナー
普通のお便りのコーナー。ムッチュ☆（リスナー）からのお便りを読み上げる。伝書鳩のペルル（CV. 悠木碧）と子ヤギのペティ（CV. 竹達彩奈）が交互に登場する。ペティはお便りを食べては吐き出してしまう癖がある。
プチミレアンサーソング
プチミレの楽曲で、○○と疑問系の歌詞を問いかけるスポットに曲を流しながら、プチミレが歌詞の問いかけに応えていく。｢問いかけ｣(歌詞の一部分)と｢回答｣(オチ)の両方をセットでムッチュ☆から募集し、プチミレに読み上げてもらうネタコーナー。選ばれた最優秀ムッチュ☆1名に、プチミレステッカーがプレゼントされる。
名付けてプチミレ!百人ムッチュ☆
毎年恒例の正月企画。『自分はムッチュ☆???って、何て名乗っていいの?』っていう、まだ、メールを送ったことがない｢初心者ムッチュ☆｣が、『ムッチュ☆』のラジオネームをつけてもらうコーナー。
百人一首のように、自分の特徴を五・七・五で送ってもらい、二人がこの場で、｢ムッチュ☆○○｣という感じで、名前が付けられる。
ここで名前を貰ったリスナーは後日の番組でもふつおたやコーナー投稿で再登場していることが多い。
※2019年は1月6日（日）（新年1回目）の放送開始予定が 同年1月27日（日）に持ち越された。
ぜんぜんエッチじゃない!!プチパリ公用語辞典
どんな些細なエッチな言葉も、何か他のお上品なワードに言い換えていくコーナー。ちゃんとプチパリで使えるような公用語辞典を作る。番組随一の名物コーナーであった「エッチじゃないもん!」の後継企画。

## 過去のコーナー
男の子の「ル」、女の子の「ラ」
性別のないものを性別判別するコーナー。ポイント制を導入しており、あらかじめさいころを引いておいて出た目の数だけ、もし二人の考えた性別が同じならポイントが加算され、異なれば減点される。
プチパリウォーカー
Life CARDの「プチミレカード」利用者のみの入れるサイト、プチミレパークへの投稿を紹介するとともに、投稿に対して「碧賞」「彩奈賞」「プチミレ賞」を選出する。選出された投稿には景品が与えられる。2015年7月の放送を最後に放送されなくなった。
パンがないなら
もしもその物がなかったら他のものに代案するコーナー。
CALENDAR GIRL ○○記念日おめでとう
petit milady の 3rd アルバム「CALENDAR GIRL」にちなみ、リスナー（ムッチュ）の投稿した記念日を祝うコーナー。
プチミレッタ!こんな童話じゃ、めでたしできない!
petit milady の 4th アルバム「petit miretta」で取り上げられた童話をモチーフに、こんな童話はイヤだというネタを集める大喜利コーナー。(例：美女が野獣)
なりきり女子高生 J or K
本物の女子高生、偽物の女子高生を問わず、女子高生になりきった文章を送ってもらうコーナー。常連（ほぼ男子）ムッチュであっても｢JKムッチュ☆｣というネームとしての投稿が義務付けられる。採用者の中から一名に、プチミレステッカーがプレゼントされる（コーナーのジングルは、｢A or A!?｣）。ある女子高生を名乗る投稿がリアル女子高生か否かで盛り上がったことを発端にコーナー化。当初は真剣にネカマかリアル女子かを判別していたが、明らかに成人男子としか言い様がないネタ投稿や、果ては戦国タイムトリップ女子や異世界転生女子なども登場するカオスなコーナーとなった。
かわいく言えるもん!
どんな小難しい言葉でも可愛らしく言うというコーナー。
ふつうの言葉だから、エッチじゃないもん!
リスナーから寄せられた、日常会話で普通に使われているが、どことなく性的に響く言葉、『普通の言葉だからエッチじゃないもん☆ワード』を紹介する、通称「エッチじゃないもん」のコーナー。悠木碧と竹達彩奈が週ごとに交互で色を付けて読む。
第184回で今後のトークテーマ候補の一つとして提示された際に異常な盛り上がりを見せ、次の第185回よりレギュラーコーナー化。番組の最後を締め括る名物コーナーとして絶大な人気を誇り、アニメ系ラジオの表彰を行うアニラジアワードでは、第3回、第4回、第5回と 「BEST SEXY RADIO えっちなラジオ賞」に3年連続でノミネートされるほど。2019年2月3日の第304回放送をもって惜しまれながら休止したかに思えたが、後継企画も同じ路線のものとなった。

## ゲスト
- 第66回（2014年7月13日）：速水奨
- 第93回（2015年1月18日）：宝野アリカ（ALI PROJECT）
- 第107回（2015年4月26日）：小山剛志
- 第109回（2015年5月10日）：俊龍
- 第110回（2015年5月17日）：yozuca*
- 第121回（2015年8月2日）：小山剛志
- 第122回（2015年8月9日）：小山剛志
- 第127回（2015年9月13日）：宝野アリカ（ALI PROJECT）
- 第131回（2015年10月11日）：中村彼方
- 第138回（2015年11月29日）：小山剛志
- 第141回（2015年12月20日）：たかはし智秋
- 第168回（2016年6月26日）：小山剛志
- 第312回（2019年3月31日）：工藤智美（ZERO-A、petit milady プロデューサー）

## イベント
- 2017年5月13日（土）公開収録イベント 文化放送メディアプラスホール[1]
- 2018年4月7日（土）放送開始5周年公開収録イベント 文化放送メディアプラスホール[2]

## テーマソング

### オープニングテーマ
「100%サイダーガール」
作詞：yozuca*、作曲：柴田尚、編曲：清水武仁

### エンディングテーマ
「Radioホイップ」
作詞：有里泉美、作曲：森慎太郎、編曲：佐藤清喜